# Table des caractères Unicode/U1F650
Cette page contient des caractères spéciaux ou non latins. S’ils s’affichent mal (▯, ?, etc.), consultez la page d’aide Unicode.
Table des caractères Unicode U+1F650 à U+1F67F.

## Casseau ornemental(Unicode 7.0)
Divers ornements principalement issus de la police Wingdings : feuilles et bourgeons, ligatures et signes de ponctuation.

### Table des caractères
| en fr   | 0 | 1 | 2 | 3 | 4 | 5 | 6 | 7 | 8 | 9 | A | B | C | D | E | F |
| U+1F650 | 🙐 | 🙑 | 🙒 | 🙓 | 🙔 | 🙕 | 🙖 | 🙗 | 🙘 | 🙙 | 🙚 | 🙛 | 🙜 | 🙝 | 🙞 | 🙟 |
| U+1F660 | 🙠 | 🙡 | 🙢 | 🙣 | 🙤 | 🙥 | 🙦 | 🙧 | 🙨 | 🙩 | 🙪 | 🙫 | 🙬 | 🙭 | 🙮 | 🙯 |
| U+1F670 | 🙰 | 🙱 | 🙲 | 🙳 | 🙴 | 🙵 | 🙶 | 🙷 | 🙸 | 🙹 | 🙺 | 🙻 | 🙼 | 🙽 | 🙾 | 🙿 |
| ------- | - | - | - | - | - | - | - | - | - | - | - | - | - | - | - | - |